# Nyírkáta, Szabolcs-Szatmár-Bereg
Nyírkáta  este un sat în districtul Mátészalka, județul Szabolcs-Szatmár-Bereg, Ungaria, având o populație de 1.887 de locuitori (2011). 

## Demografie
Componența etnică a satului Nyírkáta
     Maghiari (78,87%)
     Romi (20,64%)
     Alții (0,49%)
Componența confesională a satului Nyírkáta
     Reformați (30,68%)
     Greco-catolici (23,95%)
     Romano-catolici (11,13%)
     Fără religie (6,94%)
     Necunoscută (27,08%)
     Atei (0,21%)
     Alte religii (8,59%)
Conform recensământului din 2011, satul Nyírkáta avea 1.887 de locuitori. Din punct de vedere etnic, majoritatea locuitorilor (78,87%) erau maghiari, cu o minoritate de romi (20,64%). Nu există o religie majoritară, locuitorii fiind reformați (30,68%), greco-catolici (23,95%), romano-catolici (11,13%) și persoane fără religie (6,94%). Pentru 27,08% din locuitori nu este cunoscută apartenența confesională.